# Setomorpha
Setomorpha is een geslacht van vlinders van de familie echte motten (Tineidae), uit de onderfamilie Setomorphinae.

## Soorten
- S. baliopa (Meyrick, 1917)
- S. cycladopa (Meyrick, 1927)
- S. melichrosta (Meyrick, 1922)
- S. onychias (Meyrick, 1931)
- S. rutella Zeller, 1852
- S. tessellatella (Blanchard, 1854)
- S. venezuelensis (Amsel, 1956)